# Chromadorita nanna
Chromadorita nanna är en rundmaskart. Chromadorita nanna ingår i släktet Chromadorita och familjen Chromadoridae. Inga underarter finns listade i Catalogue of Life.